# Bobby Douglas

Zawodnik Oklahoma State Cowboys

Robert Edward „Bobby” Douglas (ur. 27 marca 1942 w Bellaire) – amerykański zapaśnik walczący przeważnie w stylu wolnym. Dwukrotny olimpijczyk. Zajął czwarte miejsce w Tokio 1964 i 23. miejsce w Meksyku 1968. Walczył w kategorii do 63 kg.
Wicemistrz świata w 1966; trzeci w 1970; czwarty w 1969; odpadł w eliminacjach w 1963 i 1965 roku.
Zawodnik Bridgeport High School w Bridgeport, West Liberty State College z West Liberty i Oklahoma State University. All-American w NCAA Division I w 1963, gdzie zajął drugie miejsce.
W latach 1975–1992 trener zapasów w Arizona State University, a potem Iowa State University. Podczas igrzysk w 1976, 1984 i 1988 członek sztabu szkoleniowego, a w Barcelonie 1992 i Atenach 2004 główny trener.

## Letnie Igrzyska Olimpijskie 1964
| Konkurencja      | Rundy eliminacyjne      | Rundy eliminacyjne  | Rundy eliminacyjne   | Rundy eliminacyjne         | Rundy eliminacyjne              | Klas. końcowa |
| Konkurencja      | Przeciwnik I            | Przeciwnik II       | Przeciwnik III       | Przeciwnik IV              | Przeciwnik V                    | Miejsce       |
| ---------------- | ----------------------- | ------------------- | -------------------- | -------------------------- | ------------------------------- | ------------- |
| 63 kg styl wolny | Hayrullah Şahin (TUR) Z | Bandu Patil (IND) Z | Matti Jutila (CAN) Z | Nodar Chochaszwili (URS) P | Mohammad Ibrahim Kederi (AFG) Z | 4.            |

## Letnie Igrzyska Olimpijskie 1968
| Konkurencja      | Rundy eliminacyjne               | Klas. końcowa |
| Konkurencja      | Przeciwnik I                     | Miejsce       |
| ---------------- | -------------------------------- | ------------- |
| 63 kg styl wolny | Szamseddin Sejjed Abbasi (IRI) P | 23.           |